# Xu Mengtao
Dans ce nom chinois, le nom de famille, Xu, précède le nom personnel.
Xu Mengtao (chinois : 徐夢桃 ; pinyin : Xú Mèngtáo) , née le 12 juillet 1990 à Jilin, est une skieuse acrobatique chinoise s'illustrant en saut acrobatique.

## Biographie
Au cours de sa carrière, elle fut notamment championne du monde junior en 2007 puis vice-championne du monde en 2009 derrière sa compatriote Li Nina, peu après sa première victoire à Moscou en coupe du monde. Aux Jeux olympiques d'hiver de 2010, elle se qualifie pour la finale avec de bons espoirs de médaille, mais ne prend que la sixième place à cause d'une réception ratée. Elle est également montée à vingt-six reprises sur un podium dont quatorze victoires en Coupe du monde. Elle est devenue en 2013, la meilleure spécialiste de sa discipline en dominant la coupe du monde et les Championnats du monde. En 2014, elle obtient la médaille d'argent aux Jeux olympiques de Sotchi devancée seulement par Ala Tsuper.

## Palmarès

### Jeux olympiques
- : médaille d'argent en saut acrobatique aux JO 2014.
- : médaille d'argent en saut acrobatique par équipes aux JO 2022.
- : médaille d'or en saut acrobatique aux JO 2022.

### Championnats du monde
| Édition/Discipline | Saut acrobatique | Saut acrobatique par équipes |
| Mondiaux 2009      | Argent           | -                            |
| Mondiaux 2011      | Argent           | -                            |
| Mondiaux 2013      | Or               | -                            |
| Mondiaux 2015      | Bronze           | -                            |
| Mondiaux 2017      | Bronze           | -                            |
| Mondiaux 2019      | Bronze           | Argent                       |
| Mondiaux 2025      | Argent           |                              |

### Coupe du monde
- 2 gros globes de cristal :
  - Vainqueure du classement général en 2013.
  - Vainqueure du classement sauts en  2022.
- 5 petits globe de cristal :
  - Vainqueure du classement sauts en 2012, 2013, 2017, 2018 et 2019.
- 54 podiums dont 29 victoires en saut acrobatique.

#### Détails des victoires
| Épreuve / Édition | Sauts                                                   |
| ----------------- | ------------------------------------------------------- |
| 2008-2009         | Moscou                                                  |
| 2009-2010         | Changchun                                               |
| 2010-2011         | Beida Lake Mont Gabriel                                 |
| 2011-2012         | Lake Placid x2 Calgary Blue Mountain Voss               |
| 2012-2013         | Changchun Val Saint-Côme Lake Placid Deer Valley Sotchi |
| 2014-2015         | Pékin x2                                                |
| 2016-2017         | Beida Lake Pyeongchang                                  |
| 2017-2018         | Deer Valley Lake Placid                                 |
| 2018-2019         | Lake Placid Minsk Shimao Lotus Mountain                 |
| 2019-2020         | Shimao Lotus Mountain x2                                |
| 2021-2022         | Ruka Le Relais                                          |
| 2024-2025         | Lake Placid Beidahu                                     |